# 犀牛式驅逐戰車
犀牛式驅逐戰車（德文：Nashorn），初期型稱為胡蜂式驅逐戰車（德文：Hornisse）， 是第二次世界大戰納粹德國以三號/四號戰車混種車體為基礎，開發出來的一款驅逐戰車，賦編型號Sd.Kfz.164。

## 開發過程
1941年德國發動巴巴羅薩作戰入侵蘇聯，當時與蘇聯的T-34、KV-1系列等重裝甲高防禦力新型戰車接戰，覺得非常需要有一款驅逐戰車可以擊破這些重裝甲戰車。
1942年2月，柏林的Alkett武器公司(Altmärkische Kettenwerke GmbH)以自己開發的Geschützwagen III/IV車體為基礎，設計出一款新型驅逐戰車。Geschützwagen III/IV車體是一種三號/四號戰車混種車體，結合了三號戰車的駕駛、轉向系統以及四號戰車的引擎、懸吊系統，這型車體同時也用於野蜂式自走砲上。此款新型驅逐戰車後部搭載一門Pak 43/1 L/71 88mm 71倍徑的長砲身反戰車砲，引擎移至車體中央部份以讓出空間給戰鬥間與火砲；位於車體後部的戰鬥間上層結構為頂部開放式，有裝甲圍繞火砲並可給予乘員一些防護，火砲射擊角度為：水平角度左右各15° / 俯仰角度-5°~20°。由於考慮到車身重量，導致裝甲部份有所限制無法太厚重，僅能保護乘員對抗爆炸與輕兵器攻擊。
此型款在1942年10月提交予希特勒並於1943年初進入生產，正式賦編型號 "8.8 cm PaK 43 (L/71) auf Fahrgestell Panzerkampfwagen III/IV (Sf)" 或 "8.8cm PaK43 (L/71) auf Geschützwagen III/IV (Sd. Kfz. 164)"，另外一個稱呼為"Panzerjäger (驅逐戰車) Hornisse (胡蜂)"。
1943年上半年，胡蜂式驅逐戰車的一個新車型導入生產，這個車型修改了駕駛前方的裝甲還有其他地方小差異，新車型跟先前車型看起來幾乎看不出差異。在希特勒命令下所有車輛稍後改名為"Nashorn (犀牛)"。
胡蜂式驅逐戰車與犀牛式驅逐戰車總共生產了494輛，絕大部份是在1943年生產。做為驅逐戰車，它很快又被其他更新型的驅逐戰車如四號驅逐戰車(Jagdpanzer IV)、獵豹式驅逐戰車(Jagdpanther)取代，但是仍緩慢地持續生產至1945年。

## 戰績
胡蜂 / 犀牛式驅逐戰車主要配發於重裝甲獵兵營(schwere Panzerjäger-Abteilungen)，共裝備了六個營：第560、655、525、93、519與第88重裝甲獵兵營，每營裝備30輛。
犀牛式驅逐戰車的主砲是大戰期間最有效的戰車砲之一，它的Pzgr. 40/43碳化鎢包芯彈頭可以貫穿1000公尺距離外傾斜30°的190mm軋壓均質裝甲，主砲強大的威力使得犀牛式驅逐戰車可以在敵方戰車火砲射程外攻擊對手。
犀牛式驅逐戰車初次登場是在庫爾斯克會戰，表現不錯。它的長程火砲攻擊能力抵消了本身裝甲薄弱、火砲外露部份過多以及過高車身曝露在俄國大草原平坦地形的不利缺點。如同德國其他裝載Pak 43 / KwK 43戰車砲的裝甲車輛，犀牛式驅逐戰車可以擊穿任何盟軍戰車的正面裝甲。根據1945年初的報告，犀牛式驅逐戰車可在4,600公尺外擊破蘇聯的IS-2史達林重戰車，同時它也是德軍为数不多擁有擊破美國M26潘興戰車勳績的戰車，潘興戰車只在歐洲戰場戰鬥結束前幾個月才有非常少的數量參戰。